# Аптека-музей (Луцьк)
Апте́ка-музе́й (аптека Злоцьких) — аптека і музей, що знаходиться на вулиці Драгоманова, 11, на майдані Ринок в історико-культурному заповіднику «Старий Луцьк».

## Історія
Поки точно невідомо, коли в місті з'явилися перші аптеки, але у XVI столітті в Луцьку було кілька міських і шпитальних аптек, а на майдані Ринок було шість аптечних кіосків. Кам'яниця, де зараз розташована аптека-музей, була збудована вкінці XVIII століття. У 1845 році вона зазнала пожежі. Тоді ж хімік-аналітик Адам та його брат Петро Злоцькі відремонтували будівлю і розмістили там аптеку. У підвалах аптеки було сховище медикаментів, лабораторія. У наземній частині — кабінет власника, торговий зал, житлові приміщення. В аптеці були старовинні латинські, німецькі, польські книги з рецептами виготовлення ліків, а також багато обладнання для виготовлення ліків у лабораторії. Коли вкінці XIX століття сім'я Косачів із Лесею Українкою жили в місті, деякі ліки для неї були виготовлені у цій аптеці. В той час провізором аптеки був Гілярій Червінський, а потім його дружина Олена, а власником — Францішко Злоцький.
В першій половині ХХ століття в аптеці виготовлялося 50-55 найменувань мазей, 25-30 настойок, 15-20 сиропів. Для виготовлення ліків використовували близько 220 найменувань рослин. Збором та підготовкою рослин займалися працівники аптеки. У 1935 році біля аптеки на глибину 110 м була зроблена свердловина, з якої отримували мінеральну воду. Тут також заправляли воду солодкими фруктовими сиропами, привезеними із Палестини та Німеччини. Пізніше в аптеці виготовляли власні концентрати із лимонів та поліської журавлини.
У 1966 році деякі речі з аптеки були перевезені до львівської аптеки-музею. Луцька аптека стала музеєм пізніше.
У 2011 році аптека досі працює. Діє лабораторія. Вона спеціалізується на виготовленні дерматологічних ліків. За місяць в аптеці виготовляють близько тисячі лікарських препаратів.

## Архітектура
Аптека-музей є одноповерховим будинком із двоповерховими підвалами з циліндричними склепіннями. Головний фасад має три вікна та вхід. Його декоровано кованими елементами, ґратками на вікнах, ліхтарями. Вікна мають наличники. Весь будинок по периметру обрамлений карнизами складного профілю. Дах двосхилий з червоним металочерепичним покриттям. Поряд з аптекою розташовані інші старі кам'яниці Ринку.

## Експозиція

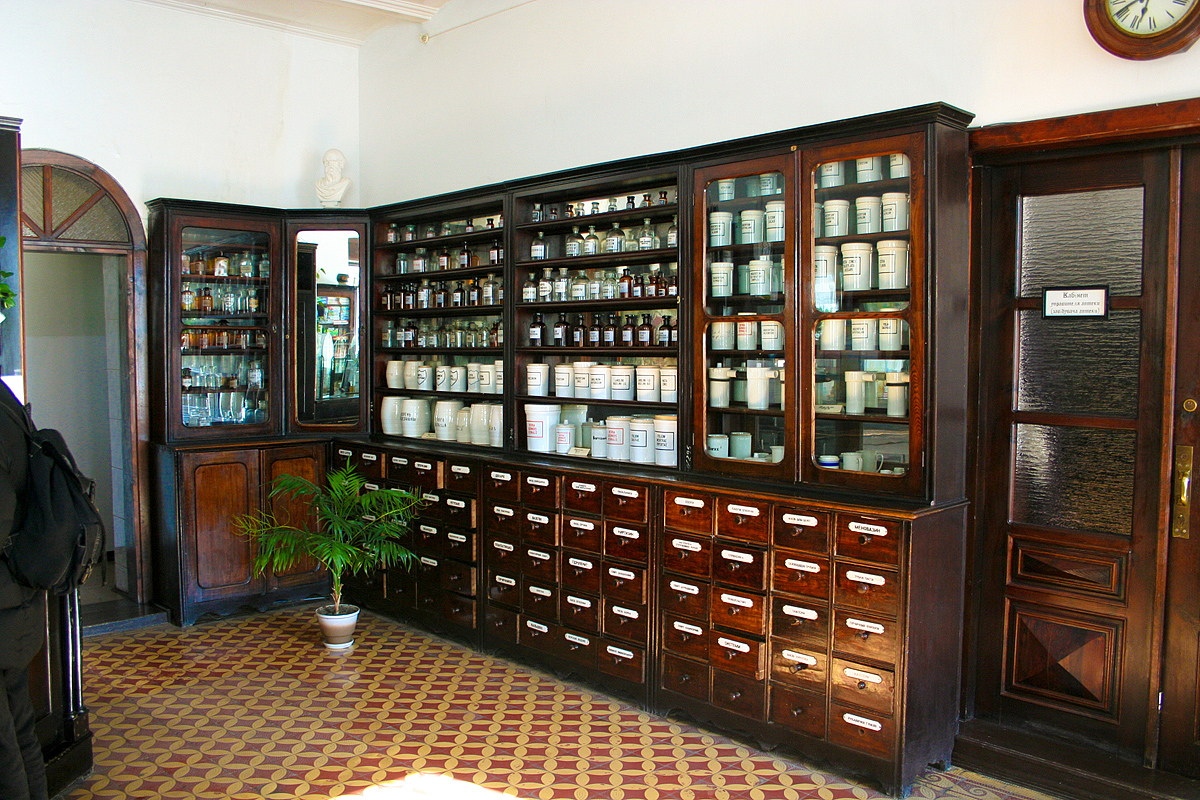
Торговий зал

Підвальні приміщення в експозицію не входять. Музейна частина аптеки розташовується у двох наземних приміщеннях — торговому залі та кабінеті директора. У них збережено старовинний інтер'єр аптеки. Берестовіові шафи, розміщені у залах, виготовлені 150 років тому. Під стелею на шафах — погруддя Сократа й Гіппократа. За склом у шафах виставлено різні пляшечки, ступки, штангласи, штофи із підписами. В торговому залі знаходиться касовий апарат The National Cash Register Co, Dayton, Ohio, U.S.A., де зберігаються старі гроші.
В кабінеті директора експозиція включає аптечний посуд XV—XVII століть, старовинні рецепти, документи. Також є «Посібник для підготовки аптекарів» 1875 року, «Травник лікарських рослин» 1883 року, «Фармакопея польська» 1938 року, старі підручники з фармацевтичної хімії, технології виробництва ліків. В кабінеті виставлено старий аптечний інвентар: машинка для виготовлення супозиторіїв і закривання флаконів, мірні циліндри та ваги, різний посуд, ступки для виготовлення мазей та порошків і подібне, стара друкарська машинка, телефон та інше. В аптеці зберігається гербарій лікарських рослин із 1942 року.
Відвідування експозиції безкоштовне.

## Фото

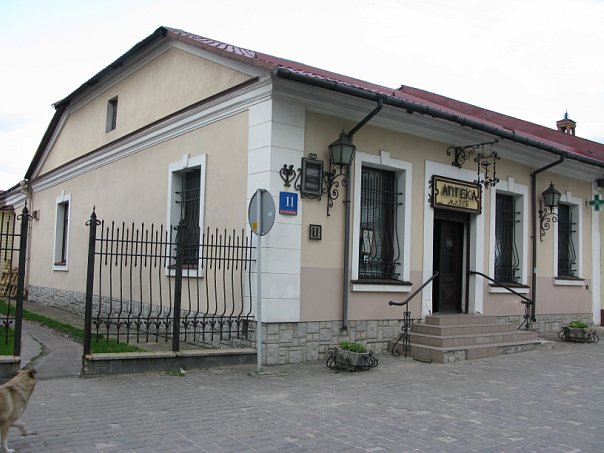
Вигляд
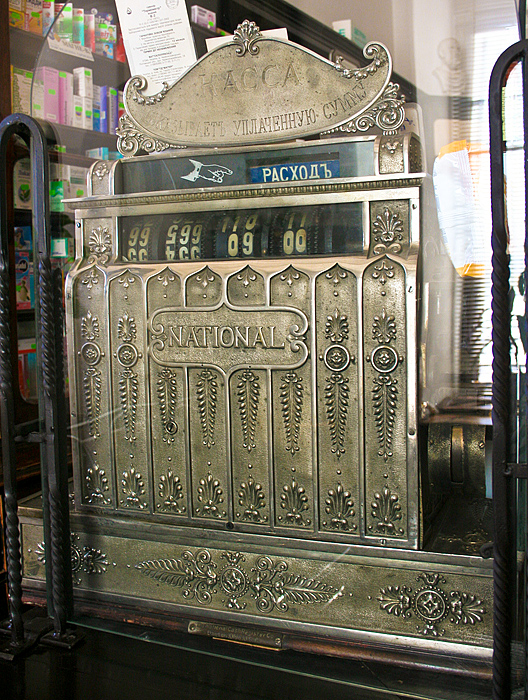
Старий касовий апарат
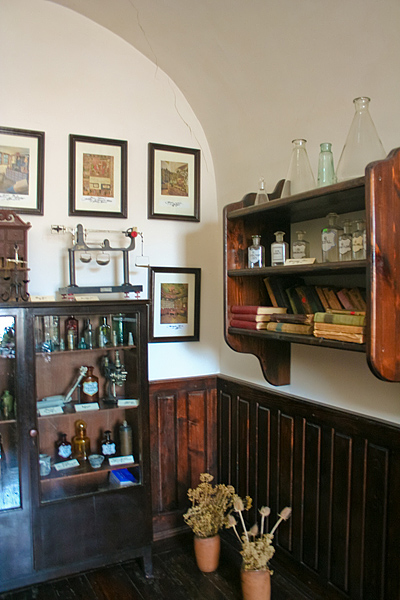
У кабінеті директора
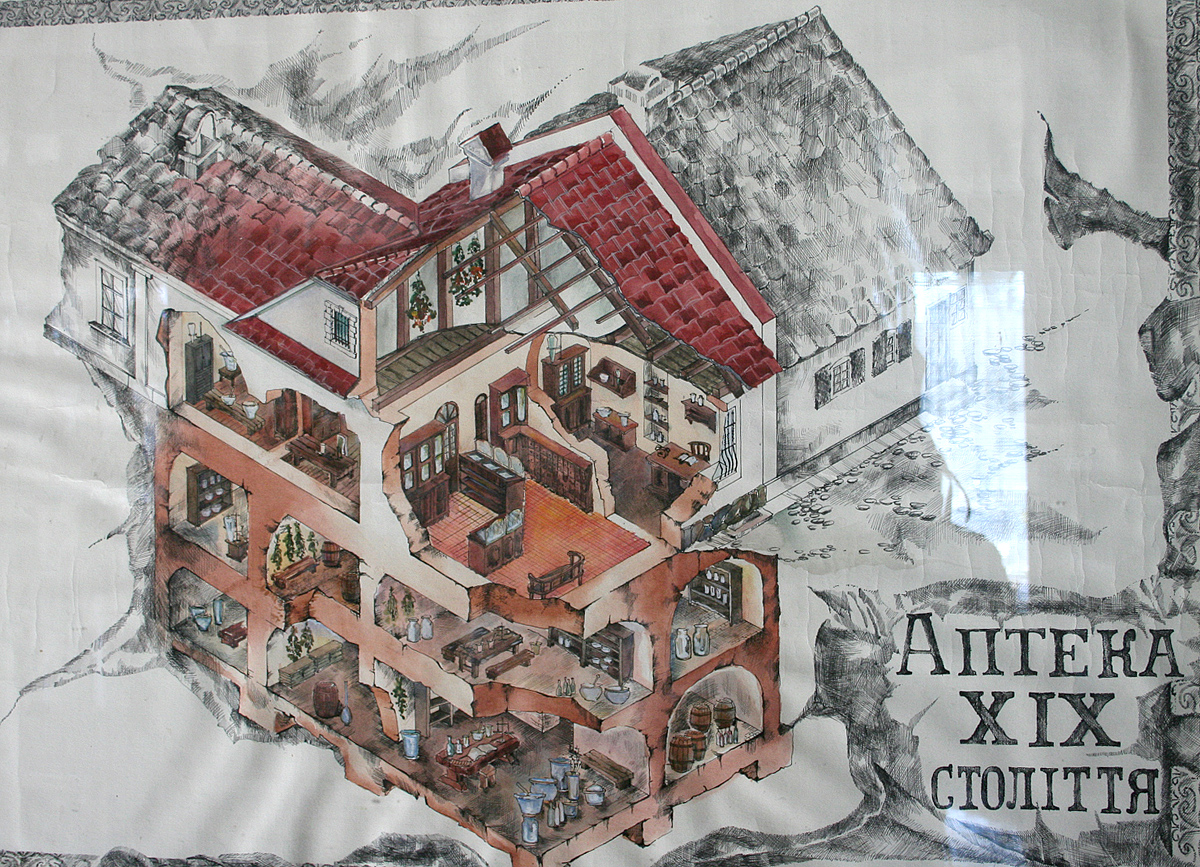
Структура приміщення
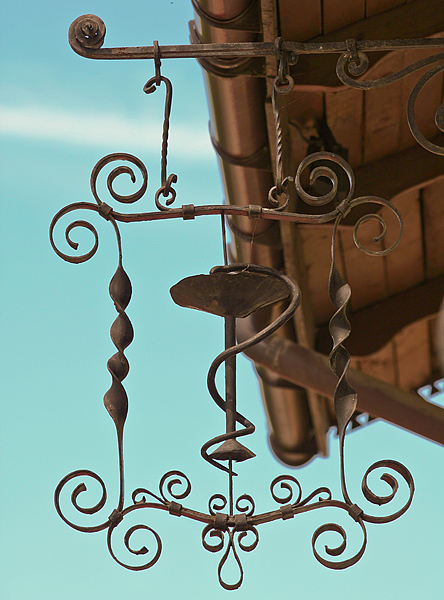
Елемент над входом
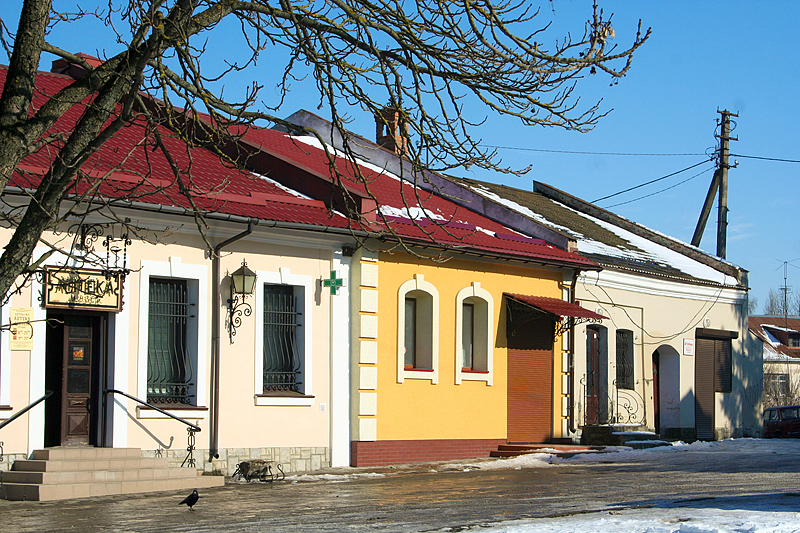
Аптека та інші кам'яниці Ринку